# Jupp Schäfer
Josef Schäfer, detto Jupp (16 aprile 1911 – ...), è stato un cestista tedesco.

## Carriera
Con la Germania ha preso parte alle Olimpiadi del 1936.